# Kanton Souvigny
Der Kanton Souvigny ist ein französischer Wahlkreis im Département Allier in der Region Auvergne-Rhône-Alpes. Er umfasst 29 Gemeinden in den Arrondissements Moulins und Vichy. Im Rahmen der landesweiten Neuordnung der französischen Kantone wurde der Kanton 2015 erheblich erweitert. 

## Gemeinden
Der Kanton hat 14.844 Einwohner (Stand: 1. Januar 2022) auf einer Gesamtfläche von 679,09 km²:
| Gemeinde                | Einwohner 1. Januar 2022 | Fläche km² | Dichte Einw./km² | Code INSEE | Postleitzahl | Arrondissement |
| ----------------------- | ------------------------ | ---------- | ---------------- | ---------- | ------------ | -------------- |
| Agonges                 | 304                      | 24,10      | 13               | 03002      | 03210        | Moulins        |
| Autry-Issards           | 309                      | 19,45      | 16               | 03012      | 03210        | Moulins        |
| Besson                  | 746                      | 47,16      | 16               | 03026      | 03210        | Moulins        |
| Bransat                 | 529                      | 15,52      | 34               | 03038      | 03500        | Vichy          |
| Bresnay                 | 385                      | 23,13      | 17               | 03039      | 03210        | Moulins        |
| Bressolles              | 1.141                    | 23,38      | 49               | 03040      | 03000        | Moulins        |
| Cesset                  | 428                      | 12,19      | 35               | 03049      | 03500        | Vichy          |
| Châtel-de-Neuvre        | 557                      | 19,34      | 29               | 03065      | 03500        | Moulins        |
| Châtillon               | 313                      | 12,90      | 24               | 03069      | 03210        | Moulins        |
| Chemilly                | 588                      | 16,94      | 35               | 03073      | 03210        | Moulins        |
| Contigny                | 575                      | 17,93      | 32               | 03083      | 03500        | Vichy          |
| Cressanges              | 637                      | 41,76      | 15               | 03092      | 03240        | Moulins        |
| Deux-Chaises            | 380                      | 41,01      | 9                | 03099      | 03240        | Moulins        |
| Gipcy                   | 236                      | 27,57      | 9                | 03122      | 03210        | Moulins        |
| Laféline                | 183                      | 23,10      | 8                | 03134      | 03500        | Vichy          |
| Le Montet               | 469                      | 1,77       | 265              | 03183      | 03240        | Moulins        |
| Le Theil                | 388                      | 28,92      | 13               | 03281      | 03240        | Vichy          |
| Marigny                 | 200                      | 17,24      | 12               | 03162      | 03210        | Moulins        |
| Meillard                | 307                      | 25,48      | 12               | 03169      | 03500        | Moulins        |
| Meillers                | 128                      | 23,48      | 5                | 03170      | 03210        | Moulins        |
| Monétay-sur-Allier      | 538                      | 11,77      | 46               | 03176      | 03500        | Vichy          |
| Noyant-d’Allier         | 599                      | 21,05      | 28               | 03202      | 03210        | Moulins        |
| Rocles                  | 330                      | 21,66      | 15               | 03214      | 03240        | Moulins        |
| Saint-Menoux            | 1.135                    | 27,62      | 41               | 03247      | 03210        | Moulins        |
| Saint-Sornin            | 220                      | 19,44      | 11               | 03260      | 03240        | Moulins        |
| Souvigny                | 1.717                    | 44,35      | 39               | 03275      | 03210        | Moulins        |
| Treban                  | 376                      | 25,63      | 15               | 03287      | 03240        | Moulins        |
| Tronget                 | 889                      | 31,06      | 29               | 03292      | 03240        | Moulins        |
| Verneuil-en-Bourbonnais | 237                      | 14,14      | 17               | 03307      | 03500        | Vichy          |
| Kanton Souvigny         | 14.844                   | 679,09     | 22               | 0316       | –            | –              |

Bis zur Neuordnung gehörten zum Kanton Souvigny die 11 Gemeinden Agonges, Autry-Issards, Besson, Bresnay, Chemilly, Gipcy, Marigny, Meillers, Noyant-d’Allier, Saint-Menoux und Souvigny. Sein Zuschnitt entsprach einer Fläche von 292,09 km2. Er besaß vor 2015 den INSEE-Code 0327.

## Politik
| Vertreter im Départementsrat | Vertreter im Départementsrat | Vertreter im Départementsrat |
| Amtszeit                     | Namen                        | Partei                       |
| ---------------------------- | ---------------------------- | ---------------------------- |
| 2015 – 2021                  | Jean-Paul Dufregne           | PCF                          |
| 2015 – 2021                  | Marie-Françoise Lacarin      | PCF                          |